# 305 (szám)
A 305 (római számmal: CCCV) egy természetes szám, félprím, az 5 és a 61 szorzata.

## A szám a matematikában
A tízes számrendszerbeli 305-ös a kettes számrendszerben 100110001, a nyolcas számrendszerben 461, a tizenhatos számrendszerben 131 alakban írható fel.
A 305 páratlan szám, összetett szám, azon belül félprím, kanonikus alakban az 51 · 611 szorzattal, normálalakban a 3,05 · 102 szorzattal írható fel. Négy osztója van a természetes számok halmazán, ezek növekvő sorrendben: 1, 5, 61 és 305.
A 305 négyzete 93 025, köbe 28 372 625, négyzetgyöke 17,46425, köbgyöke 6,73132, reciproka 0,0032787. A 305 egység sugarú kör kerülete 1916,37152 egység, területe 292 246,6566 területegység; a 305 egység sugarú gömb térfogata 118 846 973,7 térfogategység.